# 4625 Shchedrin
4625 Shchedrin este un asteroid din centura principală, descoperit pe 20 octombrie 1982 de Liudmila Karacikina.